# Lorenzo Attendolo
Lorenzo Attendolo (1351 circa – 1442 circa) è stato un nobile e condottiero italiano, conte di Cotignola e signore di Bisceglie, Bitetto, Cassano Murge, Corato, Ruvo di Puglia e Terlizzi.

## Biografia
Fu figlio di Bartolo Attendolo e fratello di Michele. Cugino del più noto Muzio Attendolo Sforza, fu assieme ad esso nel 1385 al servizio degli Estensi. Passò sotto le bandiere di Giovanna II d'Angiò-Durazzo, regina del Regno di Napoli, che nel 1419 lo nominò viceré della Terra d'Otranto e del Principato di Taranto, donandogli la città di Bitetto. Nel 1427 fu al soldo della Repubblica di Firenze contro il Ducato di Milano e successivamente al fianco di Francesco Sforza. Le sue ultime imprese militari furono nel 1437 al comando delle truppe del re di Napoli Alfonso V d'Aragona.

## Discendenza
Lorenzo ebbe un figlio, Giovanni Battista.